# Національний інститут спадщини Польщі
Національний інститут спадщини (пол. Narodowy Instytut Dziedzictwa, NID) — державна культурна установа, що підпорядковується Міністерству культури та національної спадщини Польщі. Його місія полягає у забезпеченні сталого захисту культурної спадщини шляхом збору знань про пам’ятки, встановлення стандартів їх охорони, формування суспільної свідомості та збереження спадщини для майбутніх поколінь.
Інститут є видавцем щоквартального наукового журналу «Ochrona Zabytków» («Охорона пам'яток»).

## Історія
Національний інститут спадщини є правонаступником Центру документації пам’яток, створеного у 1962 році. У 2002 році шляхом об'єднання Центру документації пам'яток та Центру охорони історичного ландшафту було засновано Національний центр дослідження та документації пам’яток (KOBiDZ). У 2007 році до структури KOBiDZ було включено Центр охорони археологічної спадщини.
1 січня 2011 року установа отримала сучасну назву — Національний інститут спадщини. У 2024 році відбулося об’єднання Інституту з Національним інститутом охорони пам’яток.

## Структура
Інститут має філії у всіх 16 воєводствах Польщі, а також польові лабораторії у Тшебінах, Замості та Парку Мужаковського (Ленкниця).

## Діяльність
Національний інститут спадщини виконує низку функцій за підтримки Міністра культури, Генерального консерватора пам’яток та воєводських консерваторів. Серед основних завдань:
- ведення національного реєстру пам’яток та бази археологічних досліджень;
- моніторинг збереження об’єктів спадщини, аналіз загроз та розробка методів їх мінімізації;
- створення та розвиток національної геопросторової бази даних пам’яток (зокрема, zabytek.pl);
- виконання завдань Центру компетенцій у сфері цифровізації історичних пам’яток у рамках програми «KULTURA+»;
- оцифрування, архівування та поширення наукових ресурсів;
- публікація результатів наукових досліджень і консерваційних проєктів;
- проведення навчальних та інформаційних програм для фахівців та громади;
- підготовка експертних висновків щодо діяльності, пов'язаної з пам’ятками;
- розробка стандартів для дослідження, документування та збереження пам’яток;
- координація подання кандидатур до Списку Світової спадщини ЮНЕСКО;
- управління Національним списком нематеріальної культурної спадщини;
- реалізація просвітницьких програм, зокрема:
  - «Krajobraz mojego miasta» («Ландшафт мого міста»),
  - «Europejskie Dni Dziedzictwa» («Дні європейської спадщини»),
  - конкурс «Zabytkomania»,
  - програма «Razem dla dziedzictwa» («Разом за спадщину»);
- виконання спеціальних програм за дорученням міністерства, включаючи:
  - «Ochrona zabytków archeologicznych» (охорона археологічних пам’яток),
  - субсидії на археологічні розкопки,
  - ревіталізацію парку Мускау.